# Кармиші
Карми́ші (рос. Кармыши, чув. Кармăш) — присілок у Чувашії Російської Федерації, у складі Великосундирського сільського поселення Моргауського району.
Населення — 135 осіб (2010; 141 в 2002, 166 в 1979; 184 в 1939, 175 в 1926, 155 в 1906, 67 1858). Національний склад — чуваші, росіяни.

## Історія
Історична назва — Кармиш, Карамишева. Утворився як околоток присілку Крайня Шишкара (Старе Шокіно). До 1866 року селяни мали статус державних, займались землеробством, тваринництвом. На початку 20 століття діяв вітряк. 1931 року утворено колгосп «Трудовик». До 1920 року присілок перебував у складі Татаркасинської волості Козьмодемьянського, до 1927 року — Чебоксарського повіту. 1927 року присілок переданий до складу Татаркасинського району, 1939 року — до складу Сундирського, 1962 року — до складу Ядрінського, 1964 року — до складу Моргауського району.